# Chargen
chargen (Character Generator) è un servizio che implementa l'omonimo protocollo definito dalla RFC 864. In genere implementato dal demone inetd, il servizio è in ascolto sia tramite TCP che su UDP sulla porta 19. Utilizzato principalmente a scopi di debugging e di misurazione, il servizio genera una sequenza di caratteri, di solito costituita da una serie di 72 caratteri stampabili ASCII.
Il servizio in genere è disabilitato in quanto insicuro dato che può essere utilizzato per UDP flood o denial of service.